# Sipalolasma warnantae
Espèce
Synonymes
- Sipalolasma kissi Benoit, 1966

Sipalolasma warnantae est une espèce d'araignées mygalomorphes de la famille des Barychelidae.

## Distribution
Cette espèce est endémique du Congo-Kinshasa. Elle se rencontre vers Mongbwalu, Uvira et Kabare.

## Description
Les femelles mesurent de 15,5 à 18,3 mm.

## Systématique et taxinomie
Cette espèce a été décrite par Benoit en 1966.
Sipalolasma kissi a été placée en synonymie par Gonzalez-Filho, Colpani-Sartori, Henrard, Guadanucci et Brescovit en 2024.

## Étymologie
Cette espèce est nommée en l'honneur d'A. Lepersonne-Warnant.

## Publication originale
- Benoit, 1966 : « Les Barychelidae-Barychelinae africains et malgaches (Aran.-Orthogn.). » Revue de Zoologie et de Botanique Africaines, vol. 74, p. 209-241.